# Gmina Vara (Szwecja)
Gmina Vara (szw. Vara kommun) – gmina w Szwecji, w regionie Västra Götaland, z siedzibą w Varze.
Pod względem zaludnienia Vara jest 138. gminą w Szwecji. Zamieszkuje ją 16 026 osób, z czego 49,15% to kobiety (7876) i 50,85% to mężczyźni (8150). W gminie zameldowanych jest 418 cudzoziemców. Na każdy kilometr kwadratowy przypada 22,89 mieszkańca. Pod względem wielkości gmina zajmuje 138. miejsce.